# Transformação multilinear
Em álgebra linear, uma transformação multilinear é uma função de várias variáveis que é linear separadamente em cada variável. Mais precisamente, uma transformação multilinear é uma função
{\displaystyle f\colon V_{1}\times \cdots \times V_{n}\to W{\text{,}}}
onde {\displaystyle V_{1},\ldots ,V_{n}} e {\displaystyle W} são espaços vetoriais (ou módulos sobre um anel comutativo), com a seguinte propriedade: para cada {\displaystyle i,} se todas as variáveis, exceto {\displaystyle v_{i}} são mantidas constantes, então {\displaystyle f(v_{1},\ldots ,v_{n})} é uma função linear de {\displaystyle v_{i}.} 
Uma transformação multilinear de uma variável é uma transformação linear, e uma de duas variáveis é uma transformação bilinear. Mais genericamente, uma transformação multilinear de k variáveis é chamada uma transformação k-linear. Se o codomínio de uma transformação multilinear é o corpo de escalares, ele é chamado de uma forma multilinear. Transformações multilineares e formas multilineares são objetos de estudo fundamentais em álgebra multilinear.
Se todas as variáveis pertencem ao mesmo espaço, podem ser consideradas transformações k-lineares simétricas,
antissimétricas e alternadas. As duas últimas coincidem, se a característica do anel (ou corpo) subjacente for diferente de dois, caso contrário as duas primeiras coincidem.